# Begonia apparicioi
Begonia apparicioi es una especie de planta perenne perteneciente a la familia Begoniaceae. Es originaria de Sudamérica.

## Distribución
Se encuentra en Brasil en la Mata Atlántica en Minas Gerais y Espírito Santo.

## Taxonomía
Begonia apparicioi fue descrita por Alexander Curt Brade y publicado en Archivos do Jardim Botânico do Rio de Janeiro 8: 229, pl. 3. 1948.
Etimología
Begonia: nombre genérico, acuñado por Charles Plumier, un referente francés en botánica, honra a Michel Bégon, un gobernador de la excolonia francesa de Haití, y fue adoptado por Linneo.
apparicioi: epíteto